# Usina Hidrelétrica Teles Pires

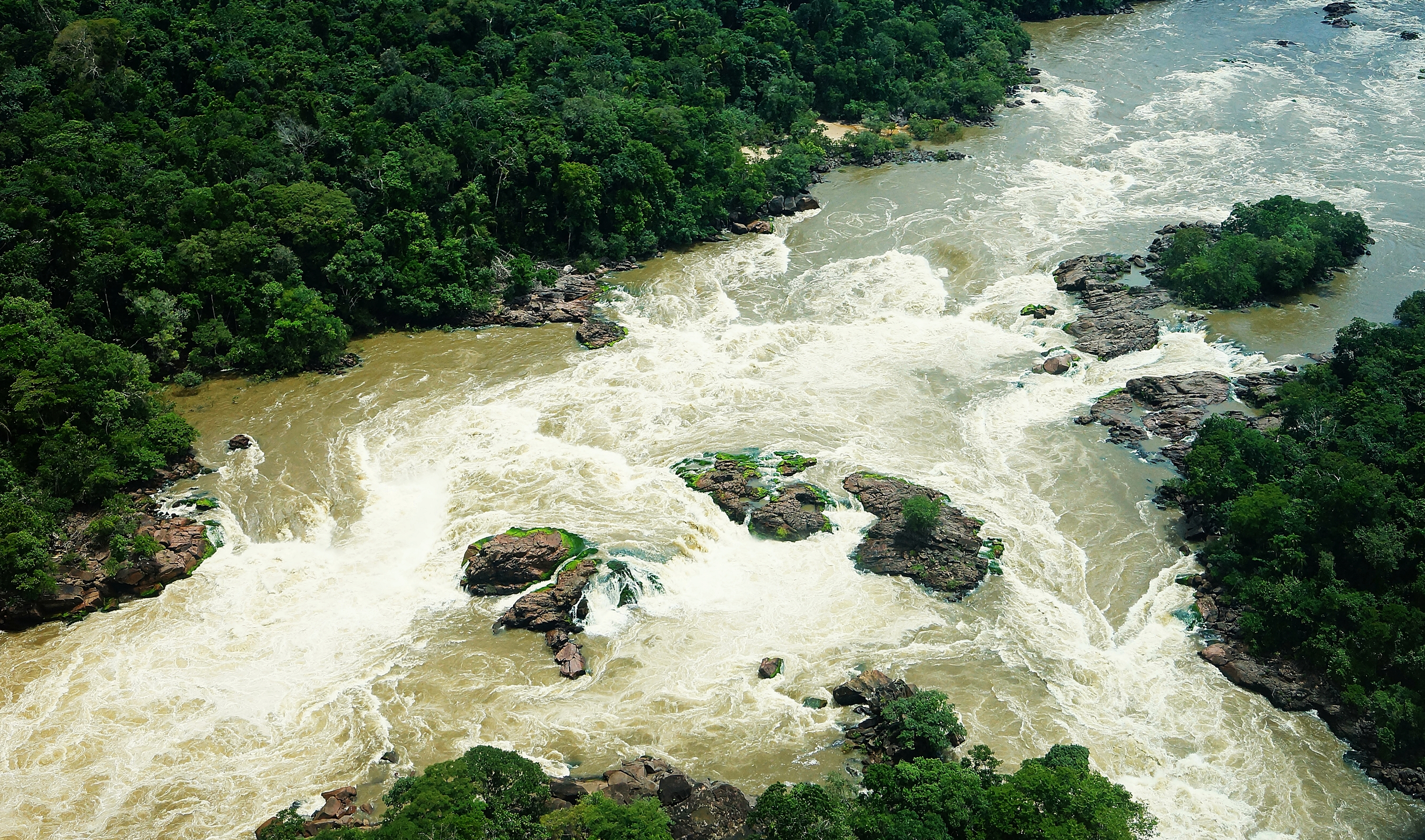
Rio Teles Pires

A Usina Hidrelétrica Teles Pires é uma usina hidrelétrica localizada no Rio Teles Pires, afluente do rio Tapajós, na fronteira dos estados do Pará e Mato Grosso, a 945 quilômetros de Cuiabá. Tem capacidade instalada de 1820 MW, sendo a maior usina do Complexo Teles Pires.
O leilão foi realizado em 2010 e a primeira unidade de geração entrou em funcionamento em 2015. A usina está situada entre as cidades de Paranaíta (MT) e Jacareacanga (PA), na área denominada Cachoeira Sete Quedas.
O reservatório tem uma área total de 150 km² e uma linha de transmissão associada em 500 kV, com sete quilômetros de extensão, na margem esquerda do rio.

## Histórico
A concessão da Usina Teles Pires foi conquistada pelo Consórcio Teles Pires Energia Eficiente, no último leilão de geração de 2010 da Agência Nacional de Energia Elétrica (Aneel), com.investimentos estimados em 4 bilhões. O consórcio é formado pela Eletrosul (24,5%), Furnas (24,5%) e os 51% restantes pelos dois parceiros privados Neoenergia e Odebrecht (atual Novonor). A usina foi conquistada no primeiro e único lance e com um deságio de 32,9% sobre o preço-teto de R$ 87,00/MWh. O valor do lance foi de R$ 58,36. O conjunto de obras deveria criar cerca de 6.500 empregos diretos e indiretos.
As obras foram iniciadas em agosto de 2011 e em janeiro de 2015 entrou em operação a primeira unidade geradora

## Estrutura
Potência Instalada: 1820 MW;
Garantia Física: 915,4 MW;
Turbinas: Francis de Eixo Vertical, 5 unid – 364 MW
Altura da Barragem: 80 metros
Extensão da Barragem: 1.650 metros
Queda Bruta: 59,00 metros;
Área do Reservatório: 150 km²
Espelho d’água: 135,6 km² (0,075 km²/MW);
Área de Inundação: 95,0 km² (0,052 km²/MW)

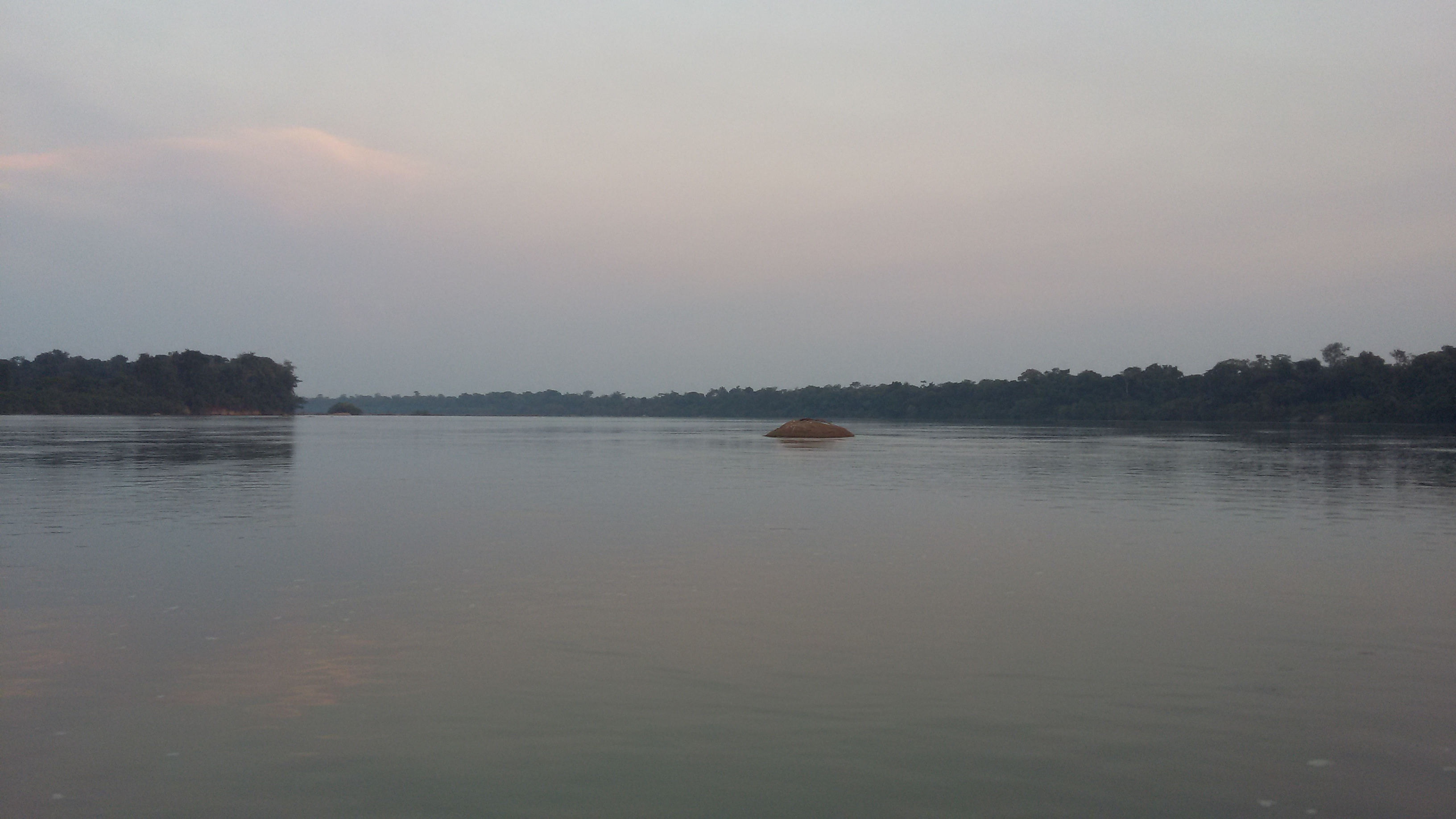
Fim de tarde no Rio Teles Pires

## Propriedade
Após o leilão, foi criada a Companhia Hidrelétrica Teles Pires S/A, Sociedade de Propósito Específico (SPE), responsável por construir e fazer operar a UHE Teles Pires, formada pelas empresas Neoenergia (51%), Eletrobras-Eletrosul (24,5%) e Eletrobras-Furnas (24,5%).
Em setembro de 2023, a Eletrobras passou a deter 100% da usina.